# Irshad Panjatan
Irshad Panjatan (* 7. September 1931 in Hyderabad) ist ein indisch-deutscher Schauspieler und Pantomime.

## Leben
Panjatan wurde 1931 in Hyderabad als zweitjüngstes von sieben Geschwistern einer großbürgerlichen und sozial engagierten Familie geboren. Sein älterer Bruder Abid Hussain (1926–2012) war ein renommierter, international tätiger Wirtschaftswissenschaftler sowie in den 1990er Jahren indischer Botschafter in den USA.
Irshad Panjatan arbeitete zunächst am Flughafen in Hyderabad mit dem Berufsziel Flugzeugingenieur, das er aber nach zwei Jahren aufgab und nach Neu Delhi zog, um Schauspielunterricht zu nehmen. In den 1950er Jahren wurde er ein Mitglied des renommierten Hindustani Theatre, sowohl als Schauspieler als auch als Regisseur. Hierbei begann er, sich  intensiv mit der bis dahin in Indien so gut wie unbekannten Kunst der Pantomime zu beschäftigen. Panjatan studierte intensiv die westlichen Pantomimen, dazu Filmgrößen wie Charlie Chaplin und Buster Keaton. Er trat auch gelegentlich in indischen Filmen auf, aber die wortlose Kunst der Pantomime nahm bald einen immer größeren Raum in seinem beruflichen Werdegang ein. Panjatan gilt als wichtiger Pionier dieser Kunst in seinem Heimatland.  In den 1960er Jahren begann er mit seinen pantomimischen Soloauftritten in vielen Theatern in Indien wie auch in mehreren Orten weltweit und hatte viel Erfolg damit.
Panjatan lebt seit den 1970er Jahren in Berlin. Mit seiner deutschen Frau Ingrid hat er eine gemeinsame Tochter Rita. Er gab auch in Deutschland zahlreiche Pantomime-Vorstellungen und betrieb jahrzehntelang ein Pantomimenstudio.
Seit den 1990er Jahren hatte er gelegentlich kleinere Rollen in Kino- und Fernseh-Filmen. Einer breiteren Öffentlichkeit wurde er 2001 durch seine Rolle als Schoschonenhäuptling „Listiger Lurch“ in dem erfolgreichen Parodiewestern Der Schuh des Manitu bekannt. War er zuvor nur selten vor der Kamera zu sehen, folgten seitdem viele Auftritte in Kinofilmen (u. a. Kebab Connection, Free Rainer – Dein Fernseher lügt, Iron Sky) und populären Serien wie Tatort, Der Bulle von Tölz, Stubbe – Von Fall zu Fall und Pastewka. 2017 stand Panjatan bei Bullyparade – Der Film nach Der Schuh des Manitu ein zweites Mal für Michael Herbig vor der Kamera. 2022 ist Lars Montags Film Träume sind wie wilde Tiger angelaufen, in dem er den indischen Großvater spielt – für diese Rolle ließ sich Panjatan von Montag überreden, noch einmal aus seinem Ruhestand zurückzukehren.

## Filmografie
- 1965: Aasmaan Mahal (The Heavenly Palace)
- 1967: Bambai Raat Ki Bahon Mein (Bombay By Night)
- 1969: Saat Hindustani
- 1970: Heer Ranjha
- 1971: Kangan
- 1971: Chhoti Bahu
- 1971: Bikhre Moti
- 1999: Unser Charly (Fernsehserie, Folge Charly und der Affengott)
- 2000: My Sweet Home
- 2001: Der Schuh des Manitu
- 2001: Der Bulle von Tölz: Bullenkur
- 2002: God is no Soprano
- 2003: Dienstreise – Was für eine Nacht
- 2003: Stubbe – Von Fall zu Fall: Yesterday
- 2003: Der Ärgermacher
- 2004: In 80 Tagen um die Welt
- 2004: Kebab Connection
- 2005: Schlafsack für zwei
- 2005: Pastewka – Der Kinoabend
- 2007: Tatort – Sterben für die Erben
- 2007: Free Rainer – Dein Fernseher lügt
- 2009: Unter anderen Umständen – Auf Liebe und Tod
- 2010: Meg Pfeiffer – Poker Face Musikvideo als Pokerspieler am Tisch
- 2011: Die Superbullen
- 2011: Kookaburra – Der Comedy Club
- 2011: Hexe Lilli – Die Reise nach Mandolan
- 2012: Iron Sky
- 2012: Clarissas Geheimnis
- 2013: Buddha’s Little Finger
- 2013: Der Medicus
- 2013: Yesterdays (Kurzfilm)
- 2014: Tatort – Zirkuskind
- 2015: Marry Me – Aber bitte auf Indisch
- 2017: Triple Ex (Fernsehserie, Folge Robbie Ruft)
- 2017: Der Alte (Fernsehserie, Folge Das dritte Auge)
- 2017: Bullyparade – Der Film
- 2021: Träume sind wie wilde Tiger